# 서른, 아홉
《서른, 아홉》은 2022년 2월 16일부터 2022년 3월 31일까지 방영된 JTBC 수목 드라마이다.

## 기획의도
고등학교 2학년 어느 날 우연한 계기로 만난 동갑내기에서 어느덧 마흔을 함께 바라보는 서른아홉 세 친구의 평범하고도 바람 잘 날 없는 일상을 담는다.

## 등장인물

### 주요 인물
- 손예진 : 차미조 (39세) 역 (아역 : 신소현) - 제이피부과 원장, 선우의 연인.

일곱 살에 입양되어 남부러울 것 없는 환경에서 사랑을 듬뿍 받으며 자랐다. 고2 어느 날 친모를 찾아 나섰다가 위기에 빠진 두 아이를 만나 절친이 되었다. 그 동안 병원 개원하느라 받은 대출을 다 갚으려 수고한 자신을 위해 1년 동안 안식년을 계획한다. 공황장애가 심해져 팜스프링스로 가 골프나 치며 쉴 생각이다. 하필 이때 선우라는 남자가 나타났다. 곧 떠날 거니 하루쯤 마음 가는 대로 해도 좋을 거 같았다. 오랜만의 설렘으로 신나던 그때, 말도 안 되는 일이 터졌다.
- 전미도 : 정찬영 (39세) 역 (아역 : 하선호) - 연기 선생님, 미조와 주희의 친구.

배우가 꿈이었고 좋은 기회도 있었지만, 첫 촬영 날 사고가 나면서 꼬이기 시작했다. 진석의 탓인 것만 같아 그를 원망했었다. 그때 헤어진 진석은 유학을 다녀와서 결혼을 했다. 결혼 후 진석은 사업을 시작했고 찬영에게 소속 배우들의 연기지도를 부탁했다. 계속 거절하다가 이렇게라고 연기에 끈을 놓치고 싶지 않아 일을 맡아 하게 된다. 마흔이 되기 전에 끊어내고 새롭게 시작해보려던 그 때, 시한부 판정을 받게 된다. 가는 길 질질 짜지 않기로 했다.
- 김지현 : 장주희 (39세) 역 (아역 : 이다연) - 백화점 매니저, 미조와 찬영의 친구.

평생 소심 그 자체, 그나마 친구인 미조와 찬영이 아니면 일탈이라고는 없었을 인생이다. 고3 때 암에 걸린 엄마를 간호하느라 바빠 대학을 가지 못했다.. 그러다 스물 중반에 취직을 했고 서른아홉이 되도록 지루하게 살고 있다. 아직 연애를 한번도 해보지 못했다. 어느 날 동네에 퓨전중국집이 생겼다. 가게 주인이며 셰프인 남자가 자꾸 눈에 든다. 이 와중에 찬영은 슬픈 소식을 전해왔다. 앞이 캄캄하다. 미조와 찬영이 없는 인생은 생각도 못 해봤다.
- 연우진 : 김선우 (39세) 역 - 피부과 의사, 소원의 오빠. 미조의 연인.

부모님을 따라 고등학교 때 미국으로 이민을 갔다, 의대를 진학했고 미국의 대학병원에서 안정적인 의사 생활을 해왔다. 서른아홉이 되어 다시 한국으로 들어왔다. 어머니가 돌아가시고 갑자기 사라진 여동생 소원이를 보살피러. 소원이를 입양했던 한빛 보육원에서 봉사하며 동생의 어린 날들을 만나보려던 그때, 미조를 만난다. 1년 넘는 한국 생활 동안 친구도 만나지 않고 고독하게 버티던 선우의 마음이 쿵.. 흔들렸다.
- 이무생 : 김진석 (42세) 역 - 챔프엔터테인먼트 대표, 선주의 남편.

미조를 잠깐 보러 갔다가 찬영을 만났고 첫눈에 반했다, 찬영과 결혼하고 싶었지만 집안의 거센 반대에 부딪혔다. 본인이 찬영의 배우로서의 앞길을 막은 것 같아 이별 후 유학 가서 정신 나간 놈처럼 놀다가 다시 정신을 차렸을 때 찬영이 없인 못 살겠다는 생각이 확고해졌다. 귀국해서 찬영을 다시 찾으려던 그 때, 강선주가 나타났다. 그 하룻밤의 일로 아이가 생겼을 거라고 상상도 못 했다. 지금은 찬영에게 소속사 배우들의 연기지도를 부탁해 가끔씩 본다.
- 이태환 : 박현준 (35세) 역 - 차이나타운 사장 겸 셰프

자신의 요리를 하고 싶어 호텔 셰프를 그만두고 작은 중식당을 열었다, 열심히 일에 집중하다 보니 개업 후론 가게 밖에서는 데이트를 거의 하지 못한다. 혜진은 호텔 수석 셰프 자리를 고사한 것을 못마땅해 해 점점 다툼이 잦아진다. 가게의 단골이 된 주희와 가끔 술 한잔을 기울이며 친해진다.

### 차미조의 주변 인물
- 강말금 : 차미현 (44세) 역 - 제이피부과 실장, 미조의 언니.

미현이 나이 열 살, 엄마 아빠를 따라간 보육원에서 다섯 살 미조를 만났다. 귀엽고 예쁘게 생겼지만 말이 없던 아이. 미현의 눈엔 유난히 외로워 보이는 그 아이가 계속 밟혔던 것 같다. 그 이쁜 아이를 더 이상 보육원 두고 오고 싶지 않다는 생각이 들어 부모님께 먼저 말을 꺼냈다. 그때부터 지금까지 미조의 절대적인 편이 되어주는 언니가 되어주고 있다.
- 박지일 : 차유혁 (72세) 역 - 미현과 미조의 아버지, 정화의 남편.
- 이칸희 : 연정화 (70세) 역 - 미현과 미조의 어머니, 유혁의 아내.

### 정찬영의 주변 인물
- 서현철 : 정흥식 (65세) 역 - 찬영의 아버지, 경애의 남편.
- 이지현 : 김경애 (65세) 역 - 찬영의 어머니, 흥식의 아내.

### 장주희의 주변 인물
- 남기애 : 박정자 (69세) 역 - 주희의 어머니

### 김선우의 주변 인물
- 안소희 : 김소원 (29세) 역 - 선우의 동생

줄리어드 음대를 졸업한 피아니스트, 너무나 사랑했던 엄마가 병으로 일찍 세상을 떠났다. 그 상실감과 불안감이 걷잡을 수 없이 커져 방황을 하게 된다. 참담한 시간을 보내고 있을 때 오빠가 나를 찾으러 한국에 왔다. 그리고 오빠 곁에 있는 미조. 그녀의 현실적인 말들에 마음이 싸한데... 이상하게 따뜻하다.
- 조원희 : 김정택 (73세) 역 - 선우와 소원의 아버지

### 김진석의 주변 인물
- 송민지 : 강선주 (37세) 역 - 진석의 아내

꽂히면 가져야 하는 여자다, 미국에서 남자친구와 동거 중에도 서로 클럽도 다니며 놀고 즐겨도 터치하지 않았다. 어느 날 클럽에서 누군가와 통화하며 그 누군가는 잘 지내냐며 눈물을 글썽이는 진석을 보았다. 저런 따뜻한 남자가 그리워하는 눈물의 주인공이 자신이 되고 싶다는 생각이 들었다. 진석이 귀국 후 바로 따라 귀국해 아버지를 졸랐고 진석의 아내가 되었다. 일이 술술 풀려서 이건 운명이라고 생각했다.
- 기은유 : 김주원 (8세) 역 - 진석과 선주의 아들

### 박현준의 주변 인물
- 오세영 : 조혜진 (27세) 역 - 현준의 여자친구, 대학원생.

오빠 카드로 쇼핑하며 즐겁게 연애 중. 현준의 가게에 자주 와서 일을 도와준다. 가게에서 데이트한다. 이것도 하루 이틀이지 점점 지루해진다. 아직 친구들에게 현준이 호텔을 그만둔 것을 말하지 못했다. 호텔보다 중국집 사장인 게 더 행복하다는 현준을 이해할 수 없다. 그 일로 현준과 자꾸 싸우게 된다.

### 온누리 보육원
- 강애심 : 보육원 원장 (64세) 역
- 박재준 : 최훈 (8세) 역

### 그 외 인물
- 박정언 : 정찬영 단골 케이크집 사장 역
- 송진희 : 간호사 1 역
- 김수올 : 간호사 2 역
- 임예은 : 간호사 3 역
- 강서경 : 간호사 4 역
- 이유정 : 사모님 1 역
- 양진선 : 사모님 2 역
- 김비비 : 사모님 3 역
- 선혜경 : 여비서 역
- 하성민 : 중년남 역
- 김유진 : 어린여자 역
- 이동근 : 경찰 1 역
- 양현선 : 40대 여손님 역
- 이연주 : 동료직원 역
- 보육원 아이들

김유주, 이지윤, 장서현, 최소미, 박주원, 이승준, 안서하
- 여시현 : 여프로 역
- 전석찬 : 미조의 선배 역
- 김미라 : 꽃집 여주인 역
- 이연주 : 동료직원 역
- 이연경 : 희정의 어머니 역
- 이상연 : 환자 1 역
- 이솔지 : 쇼호스트 1 역
- 박주아 : 쇼호스트 2 역
- 김지아 : 간호사 역
- 송지우 : 희정 역
- 미상 : 의사 역
- 서지영 : 차미조의 생모 역

### 특별 출연
- 김권 : 찬영이 연기를 가르치는 학생 역 (1회)
- 임시완 : 찬영의 상대 역 (10회)
- 강태오 : 현준의 친구. 시나리오작가 (11회)

## 시청률
최저 시청률과 최고 시청률은 시청률 조사회사와 지역별로 시청률에 차이가 있을 수 있습니다.
| 2022년 | 2022년   | 2022년                                  | 2022년         | 2022년       |
| 회차   | 방송일   | 부제                                    | AGB 시청률     | AGB 시청률   |
| 회차   | 방송일   | 부제                                    | 대한민국(전국) | 서울(수도권) |
| ------ | -------- | --------------------------------------- | -------------- | ------------ |
| 제1회  | 2월 16일 | 서른, 아홉                              | 4.406%         | 4.453%       |
| 제2회  | 2월 17일 | 말 같지도 않은, 어느 날                 | 5.076%         | 5.410%       |
| 제3회  | 2월 23일 | 한 번도 생각해 본 적 없는. 단 한 번도.  | 7.414%         | 7.806%       |
| 제4회  | 2월 24일 | 선택                                    | 7.540%         | 8.700%       |
| 제5회  | 3월 2일  | 라흐마니노프 피아노협주곡 2번           | 5.537%         | 6.187%       |
| 제6회  | 3월 3일  | 신념                                    | 6.945%         | 7.691%       |
| 제7회  | 3월 16일 | 불편한 진실                             | 5.708%         | 6.331%       |
| 제8회  | 3월 17일 | 끝이라 생각될 때                        | 7.229%         | 8.141%       |
| 제9회  | 3월 23일 | 천 밤, 또 천 밤, 또 또 천 밤...         | 6.545%         | 6.840%       |
| 제10회 | 3월 24일 | 결자해지 : 일은 맺은 사람이 풀어야 한다 | 7.130%         | 7.343%       |
| 제11회 | 3월 30일 | 낭만에 대하여                           | 6.417%         | 7.051%       |
| 제12회 | 3월 31일 | 삼성동, 효창동 그리고 고척동            | 8.122%         | 8.941%       |

## 결방
- 2022년 3월 9일 : 대한민국 제20대 대통령 선거 개표방송 편성 관계로 결방.
- 2022년 3월 10일 : 서른, 아홉 1~6회 몰아보기 편성 관계로 결방.